# Bóng đá Gaelic
Bóng đá Gaelic (tiếng Ireland: Peil Ghaelach; viết tắt Peil hay Caid), thường gọi là football hay Gaelic trong tiếng Anh, là một môn thể thao đồng đội Ireland. Đây là môn thể thao quốc gia của Ireland. Bóng đá Gaelic là tập hợp kỹ thuật của các môn bóng khác như bóng đá thông thường, bóng chuyền, bóng bầu dục, bóng rổ. Nó được chơi giữa hai đội gồm 15 cầu thủ trên sân cỏ hình chữ nhật. Mục tiêu của môn thể thao này là ghi bàn bằng cách đá hoặc đấm bóng vào khung thành của đội khác (3 điểm) hoặc giữa hai cột thẳng đứng trên các khung thành và trên một thanh ngang 2,5 mét (8.2 ft) trên mặt đất (1 điểm).
Đây là môn thể thao quốc gia của Ireland và đã xuất hiện ở quốc gia này từ rất lâu. Những tài liệu đầu tiên về luật chơi bóng đá Gaelic được ghi chép lần đầu từ năm 1887. Tuy nhiên môn bóng đá tổng hợp có tên gọi là caid, tiền thân của môn bóng đá Gaelic ngày nay được chơi ở Ireland lần đầu tiên vào năm 1308.